# Robert Cavanah
Robert Cavanah (Edimburgo, 20 dicembre 1965) è un attore e regista scozzese.

## Biografia
Figlio di Carol Cavanah, ha studiato presso la Royal Scottish Academy of Music and Drama, ma ha abbandonato nel 1986 e si è laureato presso il Drama Centre London nel 1994.
Nel 2003 dà il volto all'agente Stevens nel film Lara Croft: Tomb Raider - La culla della vita. 

## Filmografia

### Attore
- Le cinque vite di Hector (Being Human) regia di Bill Forsyth (1994)
- Cadfael - I misteri dell'abbazia (Cadfael) – serie TV (1995)
- L'ombra della follia (The Cold Light of Day), regia di Rudolf van den Berg (1996)
- Lara Croft: Tomb Raider - La culla della vita (Lara Croft: Tomb Raider – The Cradle of Life), regia di Jan de Bont (2003)
- EastEnders – serie TV (2004)
- 8mm 2 - Inferno di velluto (8mm 2), regia di J.S. Cardone (2005)
- Testimoni silenziosi (Silent Witness) – serie TV (2003-2014)
- Pimp, anche regista e produttore (2010)
- Hustle - I signori della truffa (Hustle) – serie TV (2012)
- Valle di luna (Emmerdale Farm) – serie TV (2014)
- Outlander – serie TV, episodi 2x01, 3x09 (2016-2017)
- L'ispettore Barnaby (Midsomer Murders) – serie TV, episodio 23x01 (2022)

### Regista
- The Soldier's Leap, anche produttore - cortometraggio (1998)
- Fish - cortometraggio (2000)
- Pimp, anche attore, sceneggiatore e produttore (2010)

## Vita privata
Robert è sposato con Brigit Cavanah, la coppia ha due figli Logan James Alexander Cavanah e Olivia Cavanah.